# 羟基氧化镍
羟基氧化镍（Nickel oxide hydroxide），又名碱式氧化镍、氢氧化氧镍，化学式NiOOH。

## 制备
可由氯化镍与次氯酸钠在水溶液中反应得到。

## 用途
用作氧化剂。例如，催化量的碱式氧化镍与计量的次氯酸钠作用之下，可将苯甲醇氧化为苯甲酸。
也可将3-丁烯酸氧化为反丁烯二酸。
碱式氧化镍也是镍镉电池和镍氢电池中的正极活性物质。